# 로베르타 콜린드레스
로베르타 콜린드레스(Roberta Colindrez, 1986년 ~ )는 멕시코, 미국의 배우이다.

## 연극
- 햄릿

## 영화
- 버드맨 (영화)

## 텔레비전
- 걸스 (드라마)
- 고담 (드라마)
- 언포게터블 (드라마)
- 보드워크 엠파이어
- 미스터 로봇
- 미세스 아메리카